# Ивуарийский народный фронт
Ивуарийский народный фронт (фр. Front populaire ivoirien, FRI) — левоцентристская политическая партия в Кот д'Ивуаре. Основана в годы однопартийного режима в 1983 году во Франции (по образцу Французской социалистической партии), легализована в 1990 году. При президенте Лоране Гбагбо достигла статуса правящей партии. Исповедует левые, социалистические взгляды. Опирается на поддержку южного христианского населения страны. До политического кризиса 2010-2011 годов партия являлась членом Социнтерна.

## Деятели Ивуарийского народного фронта

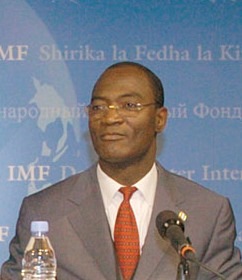
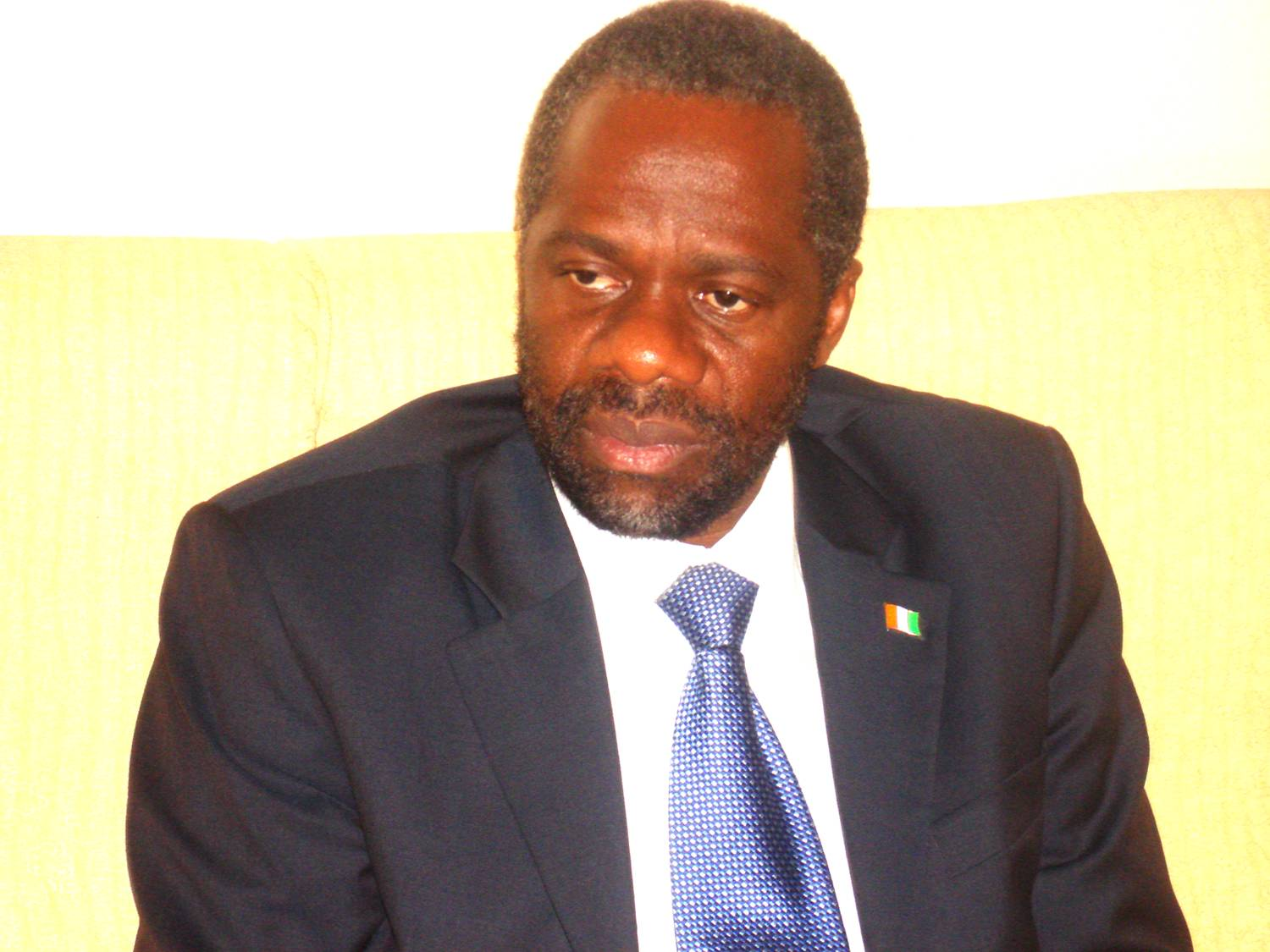

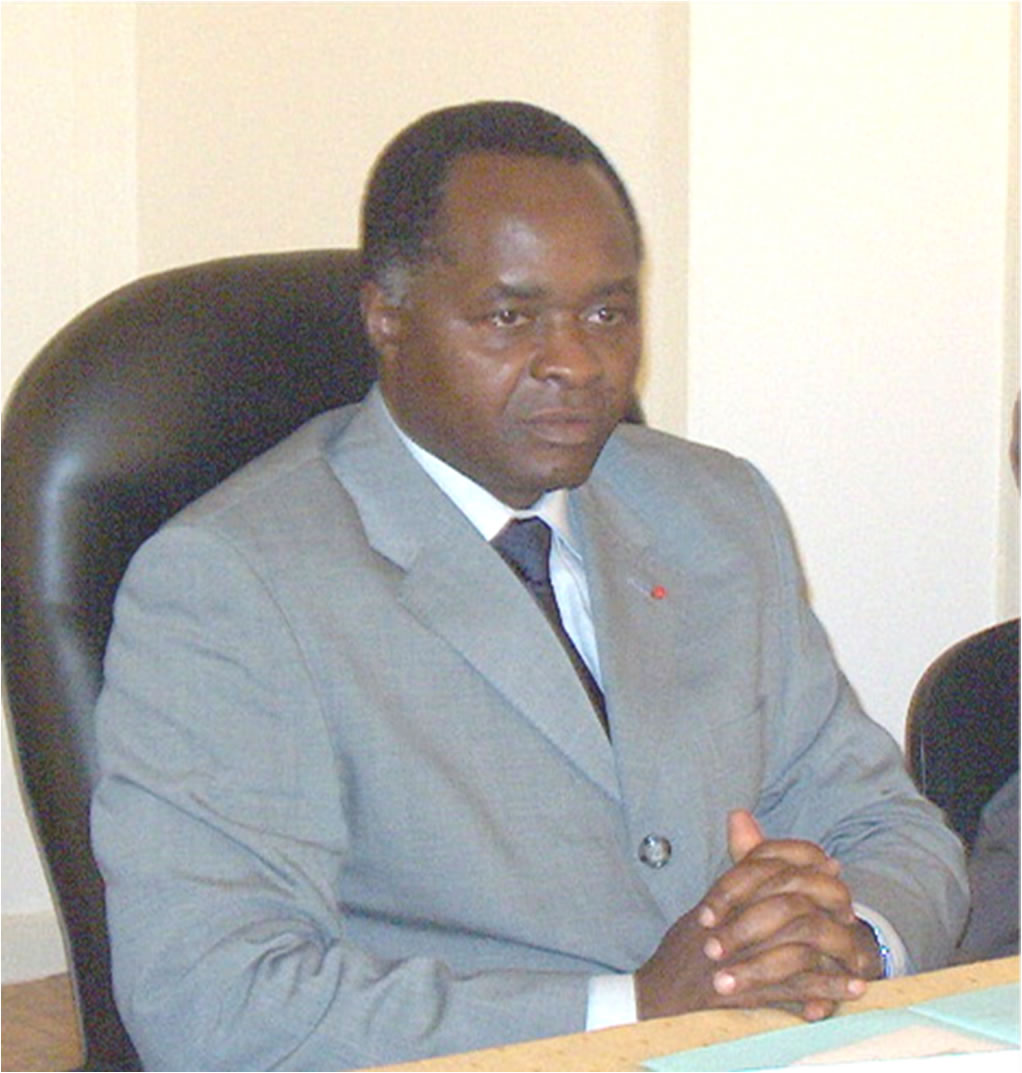
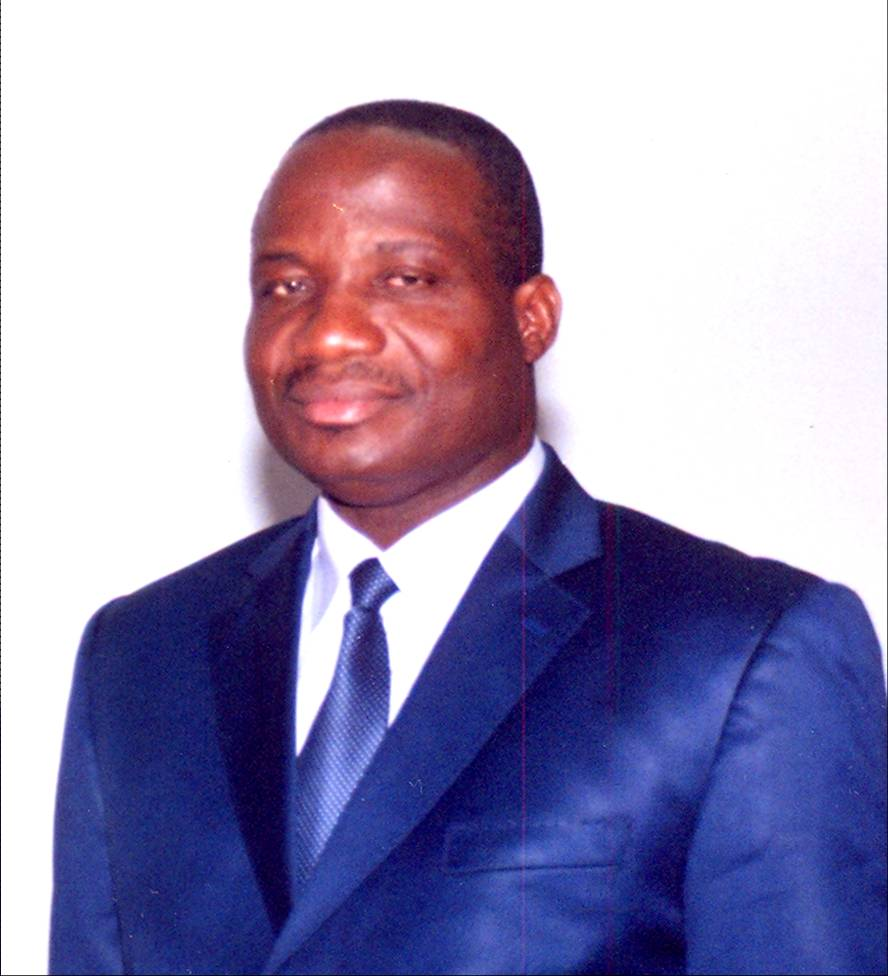